# Naturpark Südsteiermark
Der Naturpark Südsteiermark wurde als Naturpark im Jahr 2002 gegründet, liegt im Süden der Steiermark und grenzt direkt an Slowenien.

## Geografie
Der Naturpark Südsteiermark ist ein Naturschutz- und Erholungsgebiet im österreichischen Bundesland Steiermark. Mitglieder des Naturparks sind 15 Naturpark-Gemeinden:
| - Arnfels - Ehrenhausen an der Weinstraße - Gamlitz - Gleinstätten - Großklein | - Heimschuh - Kitzeck im Sausal - Leibnitz - Leutschach an der Weinstraße - Oberhaag | - Sankt Andrä-Höch - St. Johann im Saggautal - Sankt Nikolai im Sausal - Straß in Steiermark - Tillmitsch |

Die Gesamtfläche des Naturparks beträgt 380 km² in Lagen zwischen 250 und 900 m Seehöhe.

## Landschaft und Schutzgebiet

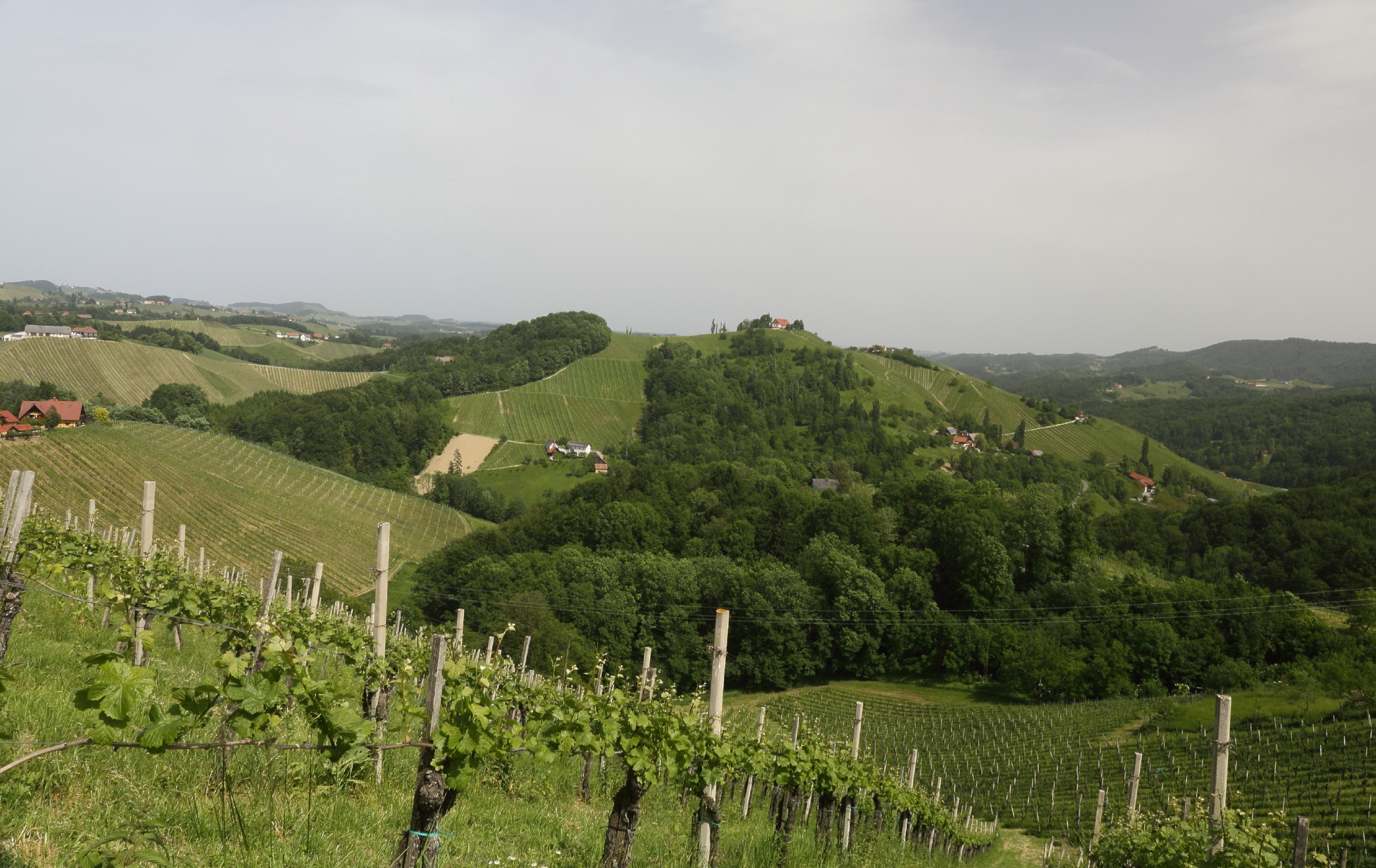
Typisches Landschaftsgepräge im Naturpark Südsteiermark

Die an Slowenien grenzende Landschaft ist geprägt durch bunte Blumenwiesen, Weinberge und Streuobstbestände.
Die Region beinhaltet eine erhebliche Anzahl an geschützten Flächen und Objekten:
- Landschaftsschutzgebiete: Südsteirisches Weinland und Mur-Auen
- Naturschutzgebiete:
  - Attemsmoor
  - Demmerkogelwiesen*
  - Trockenwiese im Klein-Kleingraben*
  - an der Sulm
    - Drei Sulmaltarme im Heimschuh*
    - Sulm-Altarm in der Gemeinde Gleinstätten*
    - Altarm und Auwald zwischen der Altenmarkter Brücke und dem Silberwald*
    - Sulmaulandschaft
    - Aulandschaft entlang der Laßnitz und Sulm*
    - Höhle mit Fledermausvorkommen in Aflenz an der Sulm*
- Natura 2000-Gebiete:
  - Demmerkogel-Südhänge
  - Wellinggraben mit Sulm-, Saggau- und Laßnitzabschnitten und Pößnitzbach
  - Steirische Grenzmur mit Gamlitzbach und Gnasbach (Europaschutzgebiet Nr. 15)
- zahlreiche Naturdenkmäler

* siehe Liste der Naturschutzgebiete in der Steiermark

## Flora und Fauna

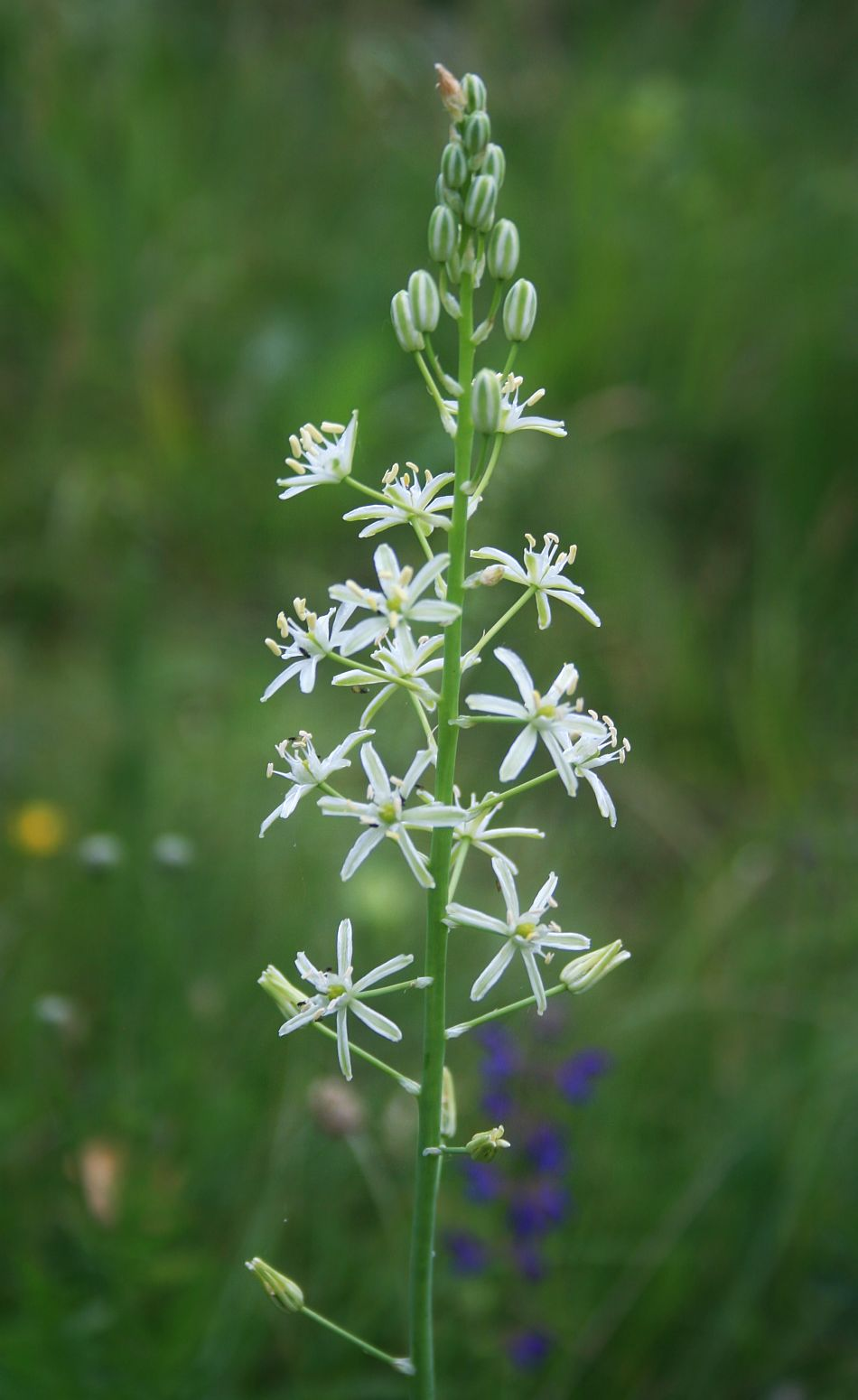
Pyrenäen-Schaftmilchstern

Zahlreiche seltene Pflanzen und Tiere sind im Naturpark Südsteiermark anzutreffen:
| - Hundszahnlilie - Osterluzeipflanze - Osterluzeifalter - Orchideen - Pyrenäen-Schaftmilchstern - Schwarz-Küchenschelle - Sibirische Schwertlilie | - Zweiblättriger Blaustern - Ameisenjungfern - Bienenfresser - Eisvogel - Habichtskauz - Wiedehopf - Krainer Steinschaf | - Alpen-Kammmolch - Balkanmoorfrosch - Bergmolch - Juchtenkäfer - Knoblauchkröte - Östliche Smaragdeidechse - Würfelnatter |

## Sehenswürdigkeiten
Im Naturpark gibt es etliche Plätze, die in der Tourismuswerbung besonders beworben werden. Dies sind Naturschönheiten, Naturdenkmäler oder Kraftorte wie Schluchten, Höhlen, Teiche, Moore, Wasserfälle und Ursprungsquellen. Diese Stellen sind gut erreichbar und frei zugänglich.
Als besonders sehenswerte Naturobjekte gelten
- Altenbachklamm
- Demmerkogel mit Schmetterlingswiese, Attemsmoor, Geowanderweg und Schaukanzel
- Heiligengeistklamm und Schloßberger Mühlen
- Remschniggalm
- Kreuzbergwarte
- Sulmauen bei Leibnitz

Daneben gibt es auch (teils touristische) Bauten und Einrichtungen, die das kulturelle Leben in der Region mitbestimmen. Zu diesen zählen neben Ölmühlen und den sogenannten Weinstraßen:
| - das Naturparkzentrum Grottenhof - der Motorikpark Gamlitz - der Generationenpark Heimschuh | - das Weinmuseum Kitzeck - die Vinofaktur - Genussregal Vogau | - das Schloss Seggau - der Keltenpark - das Museum in Grossklein |

## Auszeichnungen
Im Jahr 2018 wurde der Naturpark vom Verband der Naturparke Österreichs zum Naturpark des Jahres erklärt.